# Tino Soriano
Tino Soriano (Barcelona, 1955) és un fotògraf català de fotoperiodisme i viatge, que col·labora en revistes i entitats com El País Semanal, el Magazine de La Vanguardia, Viajar, Geo, Paris Match, L'Express, Los Angeles Times, Der Spiegel, entre d'altres. Des del 2001 és fotògraf de National Geographic. Ha obtingut premis per la seva obra fotogràfica de la UNESCO, l'OMS i la fundació World Press Photo.
També és conductor de tallers sobre fotografia humanista i reportatge de tota la geografia espanyola. Ha viatjat per diferents països per diferents encàrrecs, especialment per Espanya, Itàlia, Portugal, Escòcia i Sud-àfrica.
També dirigeix viatges fotogràfics en països com Mèxic, EEUU, Etiòpia, Myanmar, Índia, Filipines, Perú, Benín o la Xina i ha donat tres vegades la Volta a el Món, l'última per encàrrec de la companyia d'òptiques i fotografia Olympus i les altres dues per a la revista Viajar.
Actualment resideix a Banyoles (Pla de l'Estany). L'any 2017 va guanyar el Premio Nacional de Fotografía Piedad Isla, atorgat per la Diputació de Palència.

## Història
La seva primera exposició individual "El Futur Existeix" va tenir lloc a l'abril de 1992 al Palau Robert (Barcelona), exposició que continuava itinerant per Espanya vint anys després. Una selecció de les seves fotografies sobre aquest tema es va projectar en "VISA POUR L'IMAGE", el Festival Internacional de Fotoperiodisme de Perpinyà aquest mateix any.
El 2001 va exposar a VISA POUR L'IMAGE un reportatge sobre "La Zafra", vudú i esclavitud en ple segle XXI a la República Dominicana, premiat per la UNESCO. Més tard va participar en les col·lectives "Introducció a la Història de la Fotografia a Catalunya" (Museu Nacional d'Art de Catalunya) i "Les Cultures del Treball" (Centre de Cultura Contemporània de Barcelona).
Altres exposicions rellevants han estat: "Costa Brava Màgica", "Barcelona", "Radiografia d'un Hospital", "Banyoles", "Amazònia Peruana", "Haití" (exposada al Museu Nacional de Port-Au-Prince i Biennal de Fotografia Xavier Miserachs), "Tot el que et vas perdre de la Mercè" i "La vitrina de l'fotògraf" (Barcelona), "al sud d'Itàlia" (Festimage'08 de Calella), "La Investigació salva vides: una batalla contra el càncer" (Institut Català d'Oncologia), "Airea les teves esperances" (Itinerant per tot Espanya), "Somriures, llàgrimes i una Volta a el Món" (Blanes, 2010), "Farina blana" (Banyoles, 2015), "Color a la vida" (Madrid-Barcelona-Palma, 2017), "Life is beaituful (Palència, 2018) i "Martellamento diluito nel tempo" (Barcelona, 2018).
Va ser protagonista de tres documentals a la televisió: "Andalusia, el despertar dels sentits", "Kardelen, la nova esperança de Turquia" i "Històries de la Mar: Protegint els Oceans"; tots per National Geographic Channel i des de l'any 2001 la seva obra i la seva biografia són part del catàleg de la National Geographic Image Collection, amb seu a Washington.
Va ser director artístic del Festival Fotonature a l'illa del Palmell 2010-2018 i fotògraf ambaixador d'Olympus, de Canson i de la Confederació Espanyola de Fotografia.
També ha escrit llibres sobre tècnica fotogràfica i s'ha especialitzat en fotoperiodisme. La seva obra personal explora el món de la Medicina des de l'any 1980, quan va començar un primer reportatge sobre l'Institut Mental.

## Obra

### Llibres
- 1992: El Futur Existeix (Editorial Lunwerg)
- 1997: Banyoles (Focal Edicions)
- 1999: Descobrir Espanya - Galícia (Editorial National Geographic)
- 2001: Fotografia de viatges (Editorial Joventut)
- 2002: Després de la petjada dels bracers (Editorial GARR-Plate-forme VIDA)
- 2002: World Great Train Journeys (Editorial National Geographic)
- 2002: Batecs en un hospital (Editorial Lunwerg)
- 2003: Dalí 1904 - 2004 (Editorial Edicions 62)
- 2004: Fotomercè 2003 (Editorial Ajuntament de Barcelona)
- 2004: La Guia RACC de Dalí (Editorial RAC - 62, SL)
- 2004: Catalans (Editorial Edicions 62)
- 2005: Història de l'Art Català (Editorial Edicions 62)
- 2005: Portugal (Editorial National Geographic)
- 2005: Sicily (Editorial National Geographic)
- 2006: Madrid (Editorial National Geographic)
- 2007: Nàpols & Southern Italy (Editorial National Geographic)
- 2007: Verges - La Processó (Editorial Arola Editors)
- 2009: Connectats a la Vida (Editorial Artèria Comunicació en Salut, SL)
- 2011: David contra Goliat. El dia a dia del càncer infantil (Editorial S.XXI llibris4, SL)
- 2011: Foto a foto: Perfecciona la teva tècnica i gaudeix aprenent amb 250 fotos comentades (Editorial FotoRuta)
- 2012: Spain (Editorial National Geographic)
- 2013: Rome - National Geographic Traveler Guide (Editorial National Geographic)
- 2014: Florence and Tuscany - National Geographic Traveler Guide (Editorial National Geographic)
- 2015: FutbolNet_ El Barça arriba a tothom (Publicacions i edicions de la Universitat de Barcelona)
- 2018: Els Secrets de la Fotografia de Viatges (Editorial Photo Club Anaya)
- 2019: Ajuda'm a mirar. La bíblia del reportatge gràfic (Editorial Anaya Multimedia)
- 2020: Fotografia amb un somriure (Editorial Photo Club Anaya)
- 2020: BanyoleSpeculum (Editorial Tino Soriano)
- 2021: CurArte (Editorial Photo Club Anaya)
- 2022: Instituto Mental 1980 (Editorial Ojos de Buey)
- 2024: Anatomia de una foto (Editorial Photo Club Anaya)

### Documentals
- 2011: Kardelen, la nova esperança de Turquia
- 2011: Històries de la mar: Protegint els oceans
- 2011: Andalusia, el despertar dels sentits

### Activitat docent
Com a alumne s'ha format amb fotògrafs tan relevants com l'Elliot Erwitt, Alex Webb, Cristina García Rodero, Susan Meiselas, Graciela Iturbide, Patrick Zachmann i el mític editor gràfic Christian Caujolle. Com a docent, Tino va figurar en el sel·lecte grup de docents/experts de la National Geographic Society per la seva àmplia experiència educativa des de 2007 fins a 2018 dirigint tallers fotogràfics.
Des de 1978, any en què va començar a col·laborar a la revista "Flash Foto" amb diversos articles tècnics, ha impartit classes i conferències al Centre Internacional de Fotografia (EFTI) de Madrid, a I.D.E.P. de Barcelona, a l'Institut d'Estudis Fotogràfics de Barcelona, a la Universitat de Periodisme Pompeu i Fabra, a les Trobades de Fotoperiodisme de la Fundació Santa Maria d'Albarrasí, a l'Escola de Fotografia de la Universitat Politècnica de Terrassa, a la Universitat Autònoma de Barcelona (Diplomatura de Postgrau en Fotoperiodisme), Universitat de Lleida, Universitat de València, Universitat Internacional d'Andalusia (UNIA), Universitat Ramon Llull, Universitat Carlos III, al Centre Andalús de Fotografia, a la Universitat d'Alcalá de Henares o al Centre d'Estudis Llatí Americans de la Universitat de Berkeley, als Estats Units.

## Premis
- 1995: Fotògraf Espanyol de l'Any, per Fujifilm
- 1999: World Press Photo of the Year, en la categoría Art
- 2004: El premi Mexicà, Lente de Plata, que s'atorga a el millor reportatge sobre Mèxic publicat a tot el món.
- 2006: Premi Jaume Aguader, concedit per l'Acadèmia de Ciències Mèdiques de Catalunya per la seva tasca en la difusió del món de la medicina i la cooperació internacional.
- 2015: Humanity Photo Award de la UNESCO y de la CFPA (China Folklore Photographic Association), en tres ocasions
- 2015: Premio Imagen de la Societat Geogràfica Española
- 2017: Premi Nacional Piedad Isla de la Diputació de Palència[2]
- 2018: Premi Nacional de Comunicació en la categoria de Premsa de la Generalitat de Catalunya
- 2018: Medalla d'Or de l'Agrupació Fotogràfica de Berga
- 2020: Premi Nacional al millor llibre de Fotografia, pel seu llibre "Ajuda'm a mirar", atorgat per la Confederació Espanyola de Fotografia
- 2023: Premi Carles Rahola del Col.legi de Periodistes de Girona
- 2024: Premi Miravisions d'Honor 2024 de Fotoperiodismo en "reconocimiento a su larga trayectoria en el fotoperiodismo y la fotografía de viajes en medios tanto nacionales como internacionales".